# Gare d’Aumont-Aubrac
Gare d’Aumont-Aubrac vasútállomás Franciaországban, Aumont-Aubrac településen.

## Vasútvonalak
Az állomást az alábbi vasútvonalak érintik:
- Béziers-Neussargues-vasútvonal

## Kapcsolódó állomások
A vasútállomáshoz az alábbi állomások vannak a legközelebb:
- Gare de Marvejols
- Gare de Saint-Chély-d'Apcher